# Stowarzyszenie Harcerstwa Katolickiego „Zawisza” Federacja Skautingu Europejskiego
Stowarzyszenie Harcerstwa Katolickiego „Zawisza” Federacja Skautingu Europejskiego – organizacja harcerska nawiązująca do skautingu katolickiego ojca Sevina, jezuity, oraz działalności instruktora harcerstwa przedwojennego hm. RP Stanisława Sedlaczka, działająca w Polsce. Od 1995 jest członkiem Międzynarodowego Związku Przewodniczek i Skautów Europy – Federacji Skautingu Europejskiego. Od połowy 2009 używa również nazwy „Skauci Europy”. Organizacja według stanu na rok 2024 liczy 7529 członków.

## Historia
- 1972 – hm. Michał Bobrzyński zakłada szczep „Zawisza” przy zakładzie dla głuchoniemych w Lublinie. Pracuje w nim stosując metodę nawiązującą do harcerstwa przedwojennego, przywraca stare stopnie, nawiązuje współpracę z Kościołem rzymskokatolickim.
- 1980 – władze ZHP rozwiązują szczep
- 25 kwietnia 1981 – „Zawisza” opuszcza ZHP inicjując Niezależny Ruch Harcerski
- 28 lutego 1982 – powstanie Harcerskiej Służby Liturgicznej (później używano nazwy Harcerski Ruch Liturgiczny)
- 2 grudnia 1989 – Sejmik Założycielski Stowarzyszenia Harcerstwa Katolickiego „Zawisza”
- 10 kwietnia 1990 – sądowa rejestracja Stowarzyszenia
- 1994 – odbywa się Eurojam w Viterbo we Włoszech, w którym biorą udział szefowie i szefowe SHK „Zawisza”
- 1995 – Stowarzyszenie wstępuje do FSE
- 2003 – SHK-Z FSE organizuje Eurojam w Polsce, w miejscowości Żelazko koło Kluczy i Ogrodzieńca
- 2007 – SHK-Z FSE organizuje Euromoot, wędrówkę wędrowników i przewodniczek z FSE z Lewoczy na Słowacji do Częstochowy
- 2014 – SHK-Z FSE współorganizuje i bierze udział w Eurojamie we Francji, w miejscowości Saint-Evroult-Notre-Dame-du-Bois w Normandii.

## Metodyka
SHK „Zawisza” realizuje działalność wychowawczo-oświatową w oparciu o tradycyjną metodę skautową opracowaną przez Roberta Baden-Powella, a następnie uściśloną przez o. Sevin i Stanisława Sedlaczka. Zajęcia odbywają się osobno w nurcie męskim i żeńskim, rozwinięty jest system zastępowy.

### Cele
Wychowanie opiera się na pięciu celach skautingu europejskiego:
- Rozwój fizyczny
- Kształtowanie zmysłu praktycznego
- Kształtowanie charakteru
- Kształtowanie odruchu służby
- Odkrywanie Boga

### Prawo harcerskie
Poniżej zamieszczona została wersja męska Prawa Harcerskiego SHK, wersja żeńska różni się zamianą każdego 'harcerz' na 'harcerka' oraz końcówkami fleksyjnymi rodzaju żeńskiego, treść 8. punktu Prawa w wersji żeńskiej brzmi „Harcerka panuje nad sobą, uśmiecha się i śpiewa w kłopotach” oraz treść 5. punktu: „Harcerka jest uprzejma i szlachetna”.
1. Harcerz dba o swój honor, aby zasłużyć na zaufanie.
2. Harcerz jest lojalny wobec swojego kraju, rodziców, przełożonych i podwładnych.
3. Harcerz jest powołany do służby bliźniemu i jego zbawieniu.
4. Harcerz jest przyjacielem wszystkich i bratem dla każdego innego Harcerza.
5. Harcerz jest uprzejmy i rycerski.
6. Harcerz widzi w przyrodzie dzieło Boże, szanuje rośliny i zwierzęta.
7. Harcerz jest karny, każde zadanie wykonuje sumiennie do końca.
8. Harcerz jest panem samego siebie, uśmiecha się i śpiewa w kłopotach.
9. Harcerz jest gospodarny i troszczy się o dobro innych.
10. Harcerz jest czysty w myśli, mowie i uczynkach.

### Przyrzeczenie Harcerskie
Przyrzeczenie składa się po około pół roku od momentu złożenia przysięgi wierności. Nie pełni ono funkcji nagrody za zasługi, a raczej jest ostateczną deklaracją chęci przynależności do ruchu i otwarciem drogi do zdobywania stopni. Po złożeniu Przyrzeczenia otrzymuje się metalowy krzyż FSE noszony na berecie nad lewą skronią.
Na mój honor, z Łaską Bożą, przyrzekam całym życiem służyć Bogu, Kościołowi, mojej Ojczyźnie i Europie chrześcijańskiej, nieść w każdej potrzebie pomoc bliźnim i przestrzegać Prawa Harcerskiego.

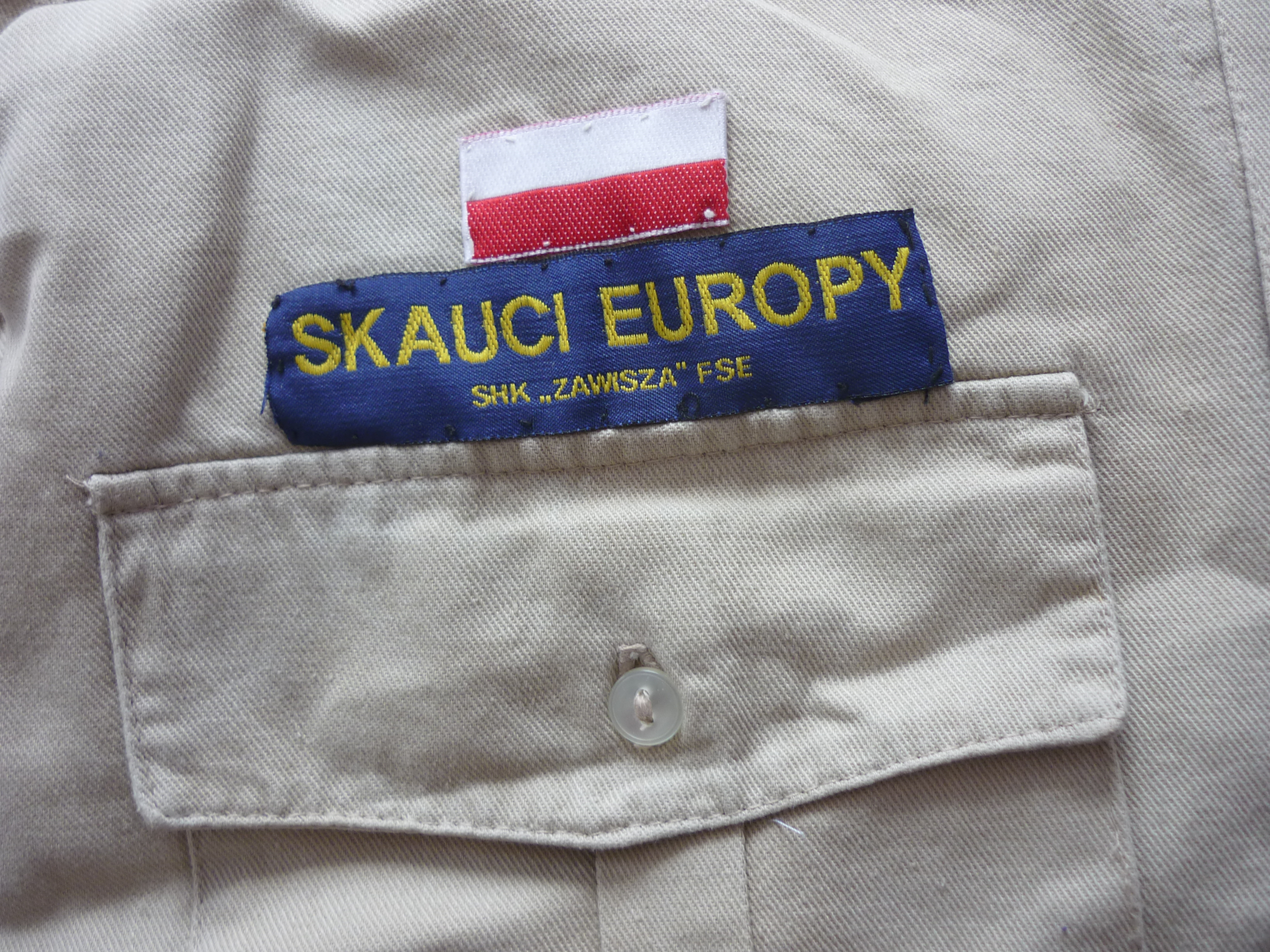
Plakietka Skauci Europy oraz flaga polska nad prawą kieszenią

### Mundur
- koszula beżowa (harcerze i wędrownicy) albo błękitna (harcerki, przewodniczki i wilczki)
- granatowe spodnie sztruksowe długie lub krótkie (nurt męski), spódnica koloru granatowego (nurt żeński)
- granatowy sweter z naszywkami jak na koszuli
- naszywki:
  - granatowa plakietka z nazwą szczepu oraz herb chorągwi na prawym ramieniu
  - granatowa plakietka z nazwą SKAUCI EUROPY oraz skrótem SHK „Zawisza” FSE nad prawą kieszenią
  - polska flaga nad plakietką Stowarzyszenia
  - krzyż FSE na lewej kieszeni (kolor tła identyczny jak kolor munduru)
  - oznaki sprawności fachowych na prawym ramieniu pod herbem chorągwi
  - harcerki i harcerze: na lewym ramieniu tasiemki zastępu (w kolorach zastępu)
  - harcerki i harcerze: na lewym ramieniu pod tasiemkami zastępu połówka kwiatu lilii zielona (stopień wywiadowcy/tropicielki) lub czerwona (stopień ćwika/pionierki) z dewizą „Semper Parati”, oznaczająca zdobyty stopień
  - harcerki i harcerze: oznaczenia funkcji w zastępie przyszyte nad polską flagą
  - wilczki: na lewym ramieniu naszywka wilka w kolorze swojej szóstki
  - wilczki: naszywka z wilkiem na środku beretu, po obu stronach naszywki zdobyte gwiazdki
- harcerki i harcerze: metalowe oznaki sprawności mistrzowskich noszone po lewej stronie koszuli i swetra nad kieszenią
- chusta w kolorach szczepu
- pasek skórzany z metalową klamrą FSE
- granatowy beret
- metalowy krzyż symbolizujący złożenie Przyrzeczenia przyczepiany do beretu nad lewą skronią (nie dotyczy wilczków)
- półbuty lub trapery
- białe lub granatowe podkolanówki

### Gałęzie
Praca wychowawcza w SHK „Zawisza” zorganizowana jest w trzech gałęziach:
- żółta – wilczki (9 – 12 lat)
- zielona – harcerki i harcerze (12 – 17 lat)
- czerwona – wędrownicy i przewodniczki (powyżej 17 lat)

### Stopnie
- męskie
  - gałąź zielona
    - ochotnik
    - harcerz po Przyrzeczeniu
    - wywiadowca
    - ćwik

  - gałąź czerwona
    - Eligo Viam (po złożeniu listu z wyborami drogi)
    - Harcerz Orli (po podjęciu służby w szczepie, np. jako drużynowy i odbyciu próby szlaku)
    - Harcerz Rzeczypospolitej (po obrzędzie wymarszu wędrownika)
- żeńskie
  - gałąź zielona
    - ochotniczka
    - tropicielka
    - pionierka

  - gałąź czerwona
    - samarytanka
    - wędrowniczka (po podjęciu służby w szczepie, np. jako drużynowa)
    - Harcerka Rzeczypospolitej (po obrzędzie FIAT)

## Oznaki Stowarzyszenia
Oznakami Stowarzyszenia są:
- Lilijka Zawiszacka (inna niż tradycyjna lilijka harcerska) z tarczą herbową, na której umieszczony jest krzyż z literą „V” w podstawie. Treścią tej oznaki są słowa „Veritas Vincit” – „Prawda zwycięża”,
- ośmioramienny czerwony krzyż opactwa Morimond (powszechnie nazywany krzyżem zakonu szpitalników św. Jana Jerozolimskiego), z umieszczoną na przecięciu ramion złotą lilią – symbolizującą skauting.

## Władze
- Sejmik SHK-Z
- Rada Naczelna SHK-Z
- Zarząd SHK-Z
- Przewodniczący Stowarzyszenia
- Naczelnik Harcerzy
- Naczelniczka Harcerek

## Organizacja
Jednostki terenowe:
- szczepy (składa się z gromady wilczków, drużyny harcerek lub harcerzy)
- hufce
- chorągwie (połączenie kilku hufców)
- szczebel krajowy (Ekipy Krajowe powoływane oddzielnie przez Naczelnika Harcerzy i Naczelniczkę Harcerek do pomocy w ich zadaniach oraz władze naczelne)

Podstawowe jednostki organizacyjne:
- gromada wilczków
  - szóstki
- drużyna harcerzy lub harcerek
  - zastępy
- samodzielne zastępy (samodzielny zastęp można utworzyć jedynie w przypadku, gdy w danej miejscowości nie jest możliwe utworzenie pełnej drużyny lub szczepu; opiekę nad nim sprawuje członek czynny wyspecjalizowany w kierowaniu samodzielnymi zastępami lub szczepowy (szczepowa) najbliższego szczepu)
- krąg wędrowników lub ognisko przewodniczek